# Skimbleshanks : el gato del ferrocarril
Skimbleshanks es un personaje de un gato en El libro de los gatos habilidosos del viejo Possum de T. S. Eliot y en el musical Cats.
El poema de T. S Eliot comienza como una parodia del poema l'Envoi de Rudyard Kipling (también conocido como The Long Trail) de las baladas de barracón y otros versos.
Compárense las primeras líneas de Kipling

“Hay un susurro por el campo donde el año ha disparado su rendimiento, y soportar los hacinados gris al sol, cantando:--'Más, ven, la abeja ha dejado el trébol, y terminó el verano inglés.' han escuchado el latido del viento alejado de la costa, y la trilla de la lluvia en aguas profundas; Escuchaste la canción--cuánto! ¿Cuánto tiempo?  Sacar en el camino otra vez!”

Con T.S. Eliot

““Hay un susurro abajo de la línea en el 11.39 cuando el correo de la noche está listo para partir, diciendo ' Skimble ¿dónde está Skimble ha ido a cazar el dedal? Debemos encontrarlo o el tren no puede comenzar. "todos los guardias y todos los porteros e hijas  de la estación están buscando alta y baja, diciendo ' Skimble dónde está Skimble porque si no es muy presto, entonces el correo de la noche no puedes ir.”

Skimbleshanks se describe como viviendo en el tren expreso nocturno de correo que viaja en el British West Coast Main Line entre Londres Euston y Glasgow Central (St Enoch).
En el musical Cats, Skimbleshanks es representado como un gato atigrado naranja. Es una figura de gran importancia en la operación del tren; No va a salir sin él, y se ve con frecuencia con los pasajeros y la tripulación para asegurar que todo está funcionando sin problemas. Él es visto en el escenario durante todo el musical sin su atuendo de ferrocarril hasta su canción. Cuando es tiempo para su número, lleva un chaleco marrón con una cadena de reloj de bolsillo.
- Datos: Q16634916